# Figarolo
Figarolo est une île italienne située près de la ville de Golfo Aranci, à l'embouchure de la baie du même nom, dans la Sardaigne Nord-orientale, en Gallura. L'île a une superficie de 0,21 km2. Elle se présente comme un banc de calcaire mésozoïque édifié sur une base de schiste. On y trouve un phare pour l'orientation maritime des bateaux.

## Histoire
De nombreuses reliques phéniciennes ont été retrouvées sur l'île dont des restes d'amphores remontant au VIIe siècle av. J.-C., prouvant que l'îlot fut habité, probablement pour sa position sur la route entre la cité phénicienne d'Olbia et l'Étrurie.
En 1882 fut découverte sur l'île une vasque de forme ovale de 4 × 3 m, pavée de ciment, correspondant probablement eu fond d'une citerne antique d'âge romaine.

## Sources
- (it) Cet article est partiellement ou en totalité issu de l’article de Wikipédia en italien intitulé « Isola di Figarolo » (voir la liste des auteurs).